# Грэм, Роберт (скульптор)
Роберт Грэм (англ. Robert Graham; 1938—2008) — американский скульптор мексиканского происхождения; его монументальные работы из бронзы увековечивают человеческую фигуру и представлены в общественных местах по всей Америке.

## Биография
Родился в Мехико 19 августа 1938 года в семье Роберто Пена (Roberto Pena) и Аделины Грэм (Adelina Graham). Когда Роберту было шесть лет, умер отец; мальчик с матерью и бабушкой покинули Мексику и переехали в Сан-Хосе, штат Калифорния.
После окончания школы, учился в Университете штата Калифорния в Сан-Хосе. Затем продолжил образование в Художественном институте Сан-Франциско в Калифорнии, окончив его в 1964 году.
К концу 1960-х годов Грэм организовал персональные выставки своей скульптуры в крупных галереях современного искусства в Пало-Алто, Лос-Анджелесе, Нью-Йорке, Лондоне, Кёльне и Эссене. Вместе со своими членами семьи он некоторое время жил в Лондоне, а в начале 1970-х годов поселился в Лос-Анджелесе. В 1972 году Роберт Грэм провёл персональную выставку а в музее прошла в Художественном музее Далласа и впоследствии провёл десятки персональных выставок, в том числе несколько — в Музее искусств округа Лос-Анджелес.
Умер после длительной болезни 27 декабря 2008 года в Санта-Монике в медицинском центре Калифорнийского университета Лос-Анджелеса. Отпевание состоялось в соборе Cathedral of Our Lady of the Angels, которому он сделал бронзовые двери. Был похоронен на городском кладбище Woodlawn Cemetery рядом с матерью.

### Семья
Первой женой художника с 1959 года была Джои Грэм (Joey Graham). У них родился в 1963 году сын Стивен.
В 1992 году Роберт Грэм во второй раз женился на актрисе Анжелике Хьюстон. Хьюстон отказывалась жить в богемных местах, и они вместе жили в необычном жилище в лос-анджелесском районе Венеция, штат Калифорния — Грэм построил дом-крепость без окон и отгородился непрозрачным забором высотой в 40 футов. Детей у них не было.

## Творчество
Скульптор использовал различные материалы для своих работ. В 1970-х годах он создал очень маленькие восковые скульптуры (около 10 см) в миниатюрных диорамах. Но преимущественно его работы носили монументальный характер и делались из металла, например памятник боксеру Джо Луису, выполненный в 1986 году и представляющий собой бронзовый кулак с предплечьем длиной 7,3 метра.
Первым крупным монументальным заказом Роберта Грэма стали церемониальные ворота в Los Angeles Memorial Coliseum по случаю Олимпийских игр 1984 года, где были выполнены два обнажённых бронзовых торса — мужской и женский. Для этого же события он также разработал памятный серебряный доллар. После этой крупной работы Грэм начал получать большое количество заказов на монументальные произведения. Работы скульптора находятся во многих городах США.
В 1983 году Грэм был избран членом Национальной академии дизайна в качестве ассоциированного члена, а в 1994 году стал академиком.
Губернатор Калифорнии Арнольд Шварценеггер и первая леди Мария Шрайвер объявили 28 мая 2008 года, что Роберт Грэм будет введен в Зал славы Калифорнии, расположенный в Калифорнийском музее. Торжественная церемония состоялась 15 декабря 2008 года, но скульптор был слишком болен, чтобы присутствовать не ней. Премию передали его сыну Стивену.
Интересно, что Роберт Грэм вместе с женой Анжеликой Хьюстон сыграл эпизодическую роль в фильме «Водная жизнь Стива Зиссу» (в начале фильма в роли венесуэльского генерала, стоящего на палубе корабля).
- Некоторые работы
- Скульптуры на Los Angeles Memorial Coliseum
- Вход в Cathedral of Our Lady of the Angels
- Памятник Джо Луису